# Сыроваткин, Леонид Владимирович
Леонид Владимирович Сыроваткин (1931 — ?) — зам. генерального директора объединения «Куйбышевнефть», лауреат Государственной премии СССР 1970 года. Член КПСС с 1960 года.
Окончил Московский нефтяной институт (1956).
С 1956 по 1984 год работал в объединении «Куйбышевнефть»: бурильщик, буровой мастер, главный инженер, управляющий трестом «Первомайбурнефть» (1963—1968), начальник Управления буровых работ (УБР), зам. генерального директора.
В 1965—1968 гг. инженеры Р. П. Райгородский, В. И. Рощупкин, Н. В. Судницын , А. В. Калабалык , М. С. Черников, В. А. Бирюков, В. В. Рудоискатель, Б. В. Шахоткин В. Е. Фрайфельд, А. И. Шевырев, Л. В. Сыроваткин, А. М. Ершов впервые в мировой практике создали и внедрили оборудование для комплексной механизации спускоподъёмных операций при бурении нефтяных и газовых скважин.
В 1984—1985 гг. в командировке в Ираке.
С 1985 года заведующий Куйбышевским отделом ВНИИБТ.
Лауреат Государственной премии СССР 1970 года (в составе коллектива) — за создание и внедрение оборудования для комплексной механизации спуско-подъёмных операций при бурении нефтяных и газовых скважин (АСП).
Награждён орденами и медалями.